# Sandrine Testud
Sandrine Testud (Lyon, Francia, 3 de abril de 1972) es una exjugadora de tenis profesional francesa. En su carrera logró 3 títulos individuales y 4 en dobles. Fue profesional entre 1989 y 2005. Actualmente juega torneos seniors.

## Títulos

### Individuales (3)
| N° | Fecha                    | Torneo                                  | Superficie    | Rival             | Marcador         |
| 1  | 14 de julio de 1997      | Palermo, Italia                         | Tierra batida | Elena Makarova    | 7–5, 6–3         |
| 2. | 5 de octubre de 1998     | Filderstadt, Alemania                   | Dura (i)      | Lindsay Davenport | 7–5, 6–3         |
| 3. | 10 de septiembre de 2001 | Waikoloa Village, Hawái, Estados Unidos | Dura          | Justine Henin     | 6–3, 2–0, retiro |

Finalista (7)
| N° | Fecha                 | Torneo                        | Superficie    | Rival             | Marcador    |
| 1. | 18 de agosto de 1997  | Atlanta, Estados Unidos       | Dura          | Lindsay Davenport | 6–4, 6–1    |
| 2. | 6 de julio de 1998    | Praga, República Checa        | Tierra batida | Jana Novotná      | 6–3, 6–0    |
| 3. | 25 de octubre de 1999 | Linz, Austria                 | Moqueta       | Mary Pierce       | 7–6(2), 6–1 |
| 4. | 31 de enero de 2000   | Tokio, Japón                  | Moqueta       | Martina Hingis    | 6–3, 7–5    |
| 5. | 8 de enero de 2001    | Canberra, Australia           | Dura          | Justine Henin     | 6–2, 6–2    |
| 6. | 12 de febrero de 2001 | Doha, Catar                   | Dura          | Martina Hingis    | 6–3, 6–2    |
| 7. | 18 de febrero de 2002 | Dubái, Emiratos Árabes Unidos | Dura          | Amélie Mauresmo   | 6–4, 7–6(5) |